# Клінтон (округ Ленаві, Мічиган)
Клінтон (англ. Clinton) — селище (англ. village) в США, в окрузі Ленаві штату Мічиган. Населення — 2517 осіб (2020).

## Географія
Клінтон розташований за координатами 42°4′4″ пн. ш. 83°57′57″ зх. д. / 42.06778° пн. ш. 83.96583° зх. д. (42.067854, -83.965758).  За даними Бюро перепису населення США в 2010 році селище мало площу 4,86 км², з яких 4,77 км² — суходіл та 0,09 км² — водойми.

## Демографія
Згідно з переписом 2010 року, у селищі мешкало 2336 осіб у 939 домогосподарствах у складі 643 родин. Густота населення становила 480 осіб/км².  Було 1053 помешкання (216/км²).
Расовий склад населення:
| - 96,6 % — білих - 0,7 % — азіатів - 0,5 % — корінних американців - 0,2 % — чорних або афроамериканців |

До двох чи більше рас належало 1,6 %. Частка іспаномовних становила 2,4 % від усіх жителів.
За віковим діапазоном населення розподілялося таким чином: 27,0 % — особи молодші 18 років, 60,4 % — особи у віці 18—64 років, 12,6 % — особи у віці 65 років та старші. Медіана віку мешканця становила 37,2 року. На 100 осіб жіночої статі у селищі припадало 89,0 чоловіків;  на 100 жінок у віці від 18 років та старших — 84,9 чоловіків також старших 18 років.
Середній дохід на одне домашнє господарство  становив 65 307 доларів США (медіана — 53 281), а середній дохід на одну сім'ю — 68 933 долари (медіана — 63 864). Медіана доходів становила 46 111 долар для чоловіків та 31 250 доларів для жінок. За межею бідності перебувало 10,9 % осіб, у тому числі 18,6 % дітей у віці до 18 років та 15,7 % осіб у віці 65 років та старших.
Цивільне працевлаштоване населення становило 1119 осіб. Основні галузі зайнятості: освіта, охорона здоров'я та соціальна допомога — 30,9 %, виробництво — 20,6 %, роздрібна торгівля — 10,1 %, мистецтво, розваги та відпочинок — 9,3 %.